# Реверчук Сергій Корнійович
Реверчук Сергій Корнійович — доктор економічних наук, професор. Завідувач кафедри банківського і страхового бізнесу Львівського національного університету імені Івана Франка. Заслужений професор Львівського університету (2014).

## Біографічні відомості
Народився в селі Майдан-Голенищівський Летичівського району Хмельницької області. У 1973 році закінчив середню школу у селі Буцні (Хмельницький район) (колишній Летичівський район) Хмельницької області. Християнин. У 1978 році закінчив економічний факультет Львівського державного університету імені Івана Франка. З грудня 1980 року по червень 1983 року навчався в аспірантурі Львівського державного університету імені Івана Франка на кафедрі політекономії.
22 червня 1983 року захистив кандидатську дисертацію на тему «Дрібнотоварне виробництво в системі сучасної капіталістичної експлуатації (на прикладі країн розвинутого капіталізму)».
У 1978—1980, 1983—1984 роках — асистент, з 1984 року — доцент кафедри політичної економії Львівського державного університету імені Івана Франка.
6 лютого 1997 року захистив докторську дисертацію на тему «Мале підприємництво в Україні (макро- і мікроаспекти)».
У 1987—1989 роках — доцент кафедри філософії і політичної економії Тернопільського педагогічного інституту.
У 1989—1997 роках — доцент кафедри політичної економії.
1997—2000 роках — професор кафедри економічної теорії.
З 2000 року — завідувач кафедри банківського і страхового бізнесу Львівського національного університету імені Івана Франка.

## Основна сфера наукових інтересів
- Розробка теорії бізнессмології та інвестології для умов ринкової трансформації економіки.
- Реверчук С. К. «Малий бізнес: методологія, теорія і практика». В монографії на основі наукової методології аналізу теорії і практики малого бізнесу в командній та ринковій економіках досліджуються закономірності, механізми і тенденції функціонування та розвитку малого бізнесу в перехідній економіці України.

Кількість наукових публікацій: приблизно 200 публікацій. Підготував 5 кандидатів економічних наук.
Завідувач кафедри, доктор економічних наук, професор, академік Академії економічних наук України, президент Львівської міської громадської організації «Асоціація „Економічна еліта Львова“.

## Вибрані наукові публікації
- 1. Реверчук С. К., Вовчак О. Д., Ступницький В. В. Приватне інвестування в економіці України / За ред. д.е.н., проф. С. К. Реверчука. — Львів: ВПВ ЛвЦНТЕІ, 2002. — 271 с.
- 2. Реверчук С. К., Ковалюк О. М., Стрельбицька Л. М. та ін. Влада. Банки. Бізнес: політекономія взаємодії і розвитку. Наук. монографія / За ред. д.е.н., проф. С. К. Реверчука. — К. : Атіка, 2002. — 320 с.
- 3. Реверчук С. К., Лазур П. Ю., Карбовник С. М. Малий і середній бізнес у зовнішній торгівлі України: основи, механізми та перспективи / За ред. д.е.н., проф. С. К. Реверчука. — Львів: Тріада плюс, 2002. — 293 с.
- 4. Реверчук С. К., Лазур П. Ю., Саврас І. З. Великий бізнес в Україні: основи, механізми, перспективи. — Львів, 2003. — 192 с.
- 5. Реверчук Н. Й., Лазур П. Ю., Реверчук С. К. Управління економічною безпекою підприємництва / За ред. С. К. Реверчука. — Львів: ЛНУ ім. Івана Франка, 2004. — 204 с.
- 6. Реверчук С. К., Лазур П. Ю., Колісник Г. М. Державна підтримка малих і середніх підприємств та їх ефективність / За ред. С. К. Реверчука. — Львів: ЛНУ ім. Івана Франка, 2004. — 146 с.
- 7. Реверчук С. К., Владичин У. В., Кубів С. І. Банківський капітал: історія, теорія, досвід / За ред. докт. екон. наук, проф. С. К. Реверчука. — Львів: ВПВ ЛвЦНТЕІ, 2004. — 276 с.
- 8. Реверчук С. К., Кльоба Л. Г., Паласевич М. Б. Управління і регулювання банківською інвестиційною діяльністю: [наукова монографія] / За ред. д.е.н., проф. С. К. Реверчука. — Львів: Тріада плюс, 2007. — 352 с.
- 9. Реверчук С. К., Дук І. В., Грудзевич І. Т. Державні банки в економічній системі України: монографія / С. К. Реверчук, І. В. Дук, І. Т. Грудзевич; [за ред. д-ра екон. наук, проф. С. К. Реверчука]. — Луцьк: Волин. нац. ун-т ім. Лесі Українки, 2009. — 96 с.
- 10. Реверчук С. К., Лобозинська С. М., Яворська Т. В та ін. Оптимізація регулятивної політики у банківському і страховому бізнесі: Монографія / За наук. ред. д.е.н., проф. С. К. Реверчука — К.: Знання, 2009. — 246 с.
- 11. Реверчук С. К., Галущак О. В. Сутність, причини та наслідки банківських криз // Науковий вісник Волинського національного університету ім. Лесі Українки. — 2009. — № 15. — С.107-111.
- 12. Реверчук С. К. Особливості банківського кредитування аграрного сектора економіки України / С. К. Реверчук // Трансформація сільського господарства та села: ювілейний збірник науковий статей / Заг. ред. Губені Ю. Е. — Л. : ЛНАУ, 2010.
- 13. Megits N., Robert A. Kamarczuk, Reverchuk S. Influence of the U.S. Foreign Direct Investment on Economic Reforms in Ukraine» // International Journal of Global Business and Economics, Vol.3 No. 1, 2010. — р. 92-100.
- 14. Реверчук С. К. Інституційне регулювання господарської діяльності ділових одиниць: методологічні аспекти // Перспективи розвитку економіки України: теорія, методологія, практика: [матеріали XV Міжнар. наук.-практ. конф. (26-27 трав. 2010 р.)] / відп. ред. Л. Г. Ліпич. — Луцьк: Волин. нац. ун-т ім. Лесі Українки, 2010. — С. 234—236.
- 15. Реверчук С. К., Б. Крамарчук, Мегец М. Прямі іноземні інвестиції та їхній вплив на регіональну економіку в Україні // Науковий вісник національного лісотехнічного університету України: збірник науково-технічних праць. — Львів: РВВ НЛТУ України. — 2010. — Вип. 20.5. — 332 с. (С. 227—235).
- 16. Реверчук С. К. Податкове регулювання банківської діяльності: [монографія]. — К. : «Алерта», Львів, «Тріада плюс», 2010. — 220 с.
- 17. Реверчук С. К. Фінансова стабільність банків в Україні: організаційно-управлінські аспекти: монографія / С. К. Реверчук, А. В. Фалюта. — Львів: ЛНУ імені Івана Франка, 2011. — 208 с.
- 18. Реверчук С. К. Ринок банківських металів: монографія / С. К. Реверчук, Л. М. Чиж, С. П. Лазур. — Львів: «Тріада плюс», 2011. — 204 с.